# Агентство по кибербезопасности и защите инфраструктуры
Агентство по кибербезопасности и защите инфраструктуры США (англ. Cybersecurity and Infrastructure Security Agency, CISA) — автономное федеральное агентство США, подчиняющиеся Министерству внутренней безопасности. Создано в соответствии с Законом об кибербезопасности и агентстве безопасности инфраструктуры от 2018 года, подписанного Дональдом Трампом.
Роль агентства заключается в улучшении кибербезопасности государства на всех уровнях управления, координации программ кибербезопасности с штатами США и улучшении государственной защиты от частных и национальных хакеров.